# Die Nibelungen: Kriemhilds Rache
Die Nibelungen: Kriemhilds Rache is een Duitse zwart-wit speelfilm uit 1924 van Fritz Lang. De film vervolgt het verhaal dat in Die Nibelungen: Siegfried begon.

## Verhaal
Na de dood van haar geliefde Siegfried wil Kriemhilde koste wat het kost wraak op de moordenaar Hagen Tronje. Maar haar eigen broers beschermen hem. Daarom trouwt ze met hunnenkoning Etzel om via hem haar wraak te kunnen uitvoeren.